# خز (جنس)
الخَزّ أو الدَلَق أو السِّنْسار (الاسم العلمي: Martes) هو جنس من الثدييات ينتمي إلى فصيلة عرسيات نموذجية الفرعية، وهو أيضًا نوع من فصيلة ابن عرس.

## الوصف
إن حيوانات الدلق رشيقة، ونحيلة تعيش في الغابة الشمالية تايغا وفي الغابات الصنوبرية والنَفْضيّة الشمالية التي تقع في النصف الشمالي من الكرة الأرضية. وتتميز حيوانات الخز بذيلها الكث الخشن وأقدامها العريضة ذات المخالب الحادة البارزة جزئيًا. ويتراوح لون فرائه بين الأصفر والبني الداكن وفقًا للأنواع، وفي العديد من الحالات يكون من أقيم وأغلى الفراءالذي يبحث عنه صائدو الفراء.

## الغذاء
تنتمي حيوانات الدلق إلى الحيوانات القارتة مثل شره ومنك وغرير ونمس وابن عرس. ويتكون نظامها الغذائي من السناجب والفئران والأرانب والطيور والسمك والحشرات والبيض، وتتغذى أيضًا على الفواكه والمكسرات عندما تكون متوفرة أمامها.

## السلوك
تُعد حيوانات الدلق من الحيوانات المنعزلة الوحيدة، تتقابل في أواخر الربيع أو أوائل الصيف فقط من أجل التزاوج والتكاثر للحفاظ على النسل. وتضع في أوائل الربيع بطنًا قد تشمل 5 صغار عمياء وصلعاء. وتُفطم صغار الخز بعد حوالي شهرين، وعندما تبلغ شهرها الثالث أو الرابع تترك والدتها لتصبح مسؤولة عن إطعام نفسها بنفسها.

## التسمية
اسما الدلق والخز كلاهما فارسي معرب، سنسار (لعلها تركية). اسم هذا الحيوان في العراق والأناضول وبعض أنحاء الشام سنسار وفي إيران سمور.
أما عن الكلمة الإنجليزية الحديثة "marten"، فهي مشتقة من الكلمة الإنجليزية الوسطى "martryn" التي بدورها مشتقة من اللغة الأنغلو-نورمانية "martrine" والكلمة الفرنسية القديمة "martre" (باللاتينية "martes")، المشتقة بدورها أيضًا من مصدر جرماني؛ راجع الإنجليزية القديمة mearþ، والنوردية القديمة mörðr، والألمانية العليا القديمة، واليديشية מאַרדאַר mardar.

## الأنواع
وقد أظهرت أبحاث الحمض النووي مؤخرًا أن جنس الخز هو في الواقع جنس شبه عرقي، وبالتالي أصبح كل من البيكان والخز الأمريكي خارج الجنس وتم جمعهم مع التيرا (الاسم العلمي: Eira) والشره (الاسم العلمي: Gulo)، لتشكل فرع حيوي من العالم الجديد. وقد مضى سبعة ملايين سنة على تطور هذا الجنس أول مرة خلال فترة البليوسين.
- خز أمريكي (Martes americana)
  - خز نيوفاوندلاند [الإنجليزية] (Martes americana atrata)
- خز أصفر الحلق (Martes flavigula)
- دلق (Martes foina)
- خز نلجيري (Martes gwatkinsii)
- خز أوروبي (Martes martes)
- خز ياباني (Martes melampus)
- بيكان (Martes pennanti)
- سمور (Martes zibellina)